# Polyrhachis verticalis
Polyrhachis verticalis är en myrart som beskrevs av Santschi 1928. Polyrhachis verticalis ingår i släktet Polyrhachis och familjen myror. Inga underarter finns listade i Catalogue of Life.